# Voss
Voss – norweska gmina leżąca w regionie Vestland.
Voss jest 38. norweską gminą pod względem powierzchni.

## Demografia
Według danych z roku 2005 gminę zamieszkuje 13 850 osób. Gęstość zaludnienia wynosi 7,63 os./km². Pod względem zaludnienia Voss zajmuje 74. miejsce wśród norweskich gmin.
| ludność stan na 1 stycznia 2005 |         |           |        |
|                                 | kobiety | mężczyźni | razem  |
| osób                            | 6829    | 7021      | 13 850 |
| %                               | 49,31%  | 50,69%    | 100%   |

| wykształcenie stan na 1 października 2004 |        |         |        |        |
|                                           | podst. | średnie | wyższe | niezn. |
| osób                                      | 2030   | 6700    | 2156   | 149    |
| %                                         | 18,4%  | 60,72%  | 19,54% | 1,35%  |

## Edukacja
Według danych z 1 października 2004:
- liczba szkół podstawowych (norw. grunnskolar): 17
- liczba uczniów szkół podst.: 1828

## Władze gminy
Według danych na rok 2011 administratorem gminy (norw. rådmann) jest Einar Hauge, natomiast burmistrzem (norw. ordfører, d. borgermester) jest Gunn Berit Lunde Aarvik.